# (2398) Jilin
(2398) Jilin es un asteroide perteneciente al cinturón de asteroides, descubierto el 24 de octubre de 1965 por el equipo del Observatorio de la Montaña Púrpura desde el Observatorio de la Montaña Púrpura, Nankín (China).

## Designación y nombre
Designado provisionalmente como 1965 UD2. Fue nombrado Jilin en homenaje a Jilin provincia de la República Popular China.